# Julian Laskowski

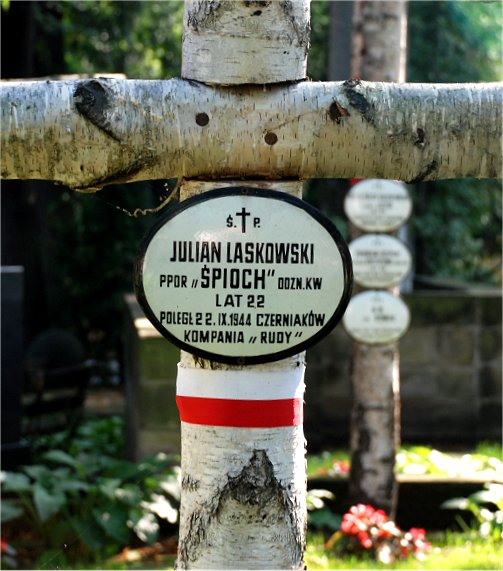
Grób na Powązkach Wojskowych

Julian Laskowski ps. Śpioch (ur. 23 września 1922, zm. 22 września 1944 w Warszawie) – podporucznik, uczestnik powstania warszawskiego w III plutonie „Felek” 2. kompanii „Rudy” batalionu „Zośka”. 

## Życiorys
Był harcerzem 80 Drużyny Harcerskiej im. Jędrzeja Śniadeckiego. Podczas okupacji hitlerowskiej działał w konspiracji. Poległ 22 września 1944 podczas walk powstańczych przy ul. Wilanowskiej 1 na Czerniakowie. Pochowany w kwaterach żołnierzy i sanitariuszek batalionu „Zośka” na Wojskowych Powązkach w Warszawie (kwatera A20-3-8).
Został odznaczony Krzyżem Walecznych.